# المستقبل يبدأ غدا
المستقبل يبدأ غداً هي مجموعة من 11 رواية وقصيدة عن الخيال العلمي للكاتب الأمريكي الروسي المولد إسحاق أسيموف وقد نشرها سنة 1959 تحت عنوان تسع غدوات (Nine Tomorrows) وتتحدث عن الخرافة التي تحكي عن أنتروبيا الكون وإمكانية عكسها.